# Pseudocheilinus
Pseudocheilinus Bleeker, 1857 è un genere appartenente alla famiglia Labridae che comprende 7 specie di pesci d'acqua salata.

## Etimologia
Il nome scientifico deriva dal greco pseudos -falso e cheilos -labbra.

## Descrizione
Comprende specie di lunghezza ridotta.

## Alimentazione
Predano invertebrati: molluschi, piccoli crostacei, stelle e ricci di mare.

## Tassonomia
Comprende le seguenti specie:
- Pseudocheilinus citrinus
- Pseudocheilinus dispilus
- Pseudocheilinus evanidus
- Pseudocheilinus hexataenia
- Pseudocheilinus ocellatus
- Pseudocheilinus octotaenia
- Pseudocheilinus tetrataenia